# Neopop

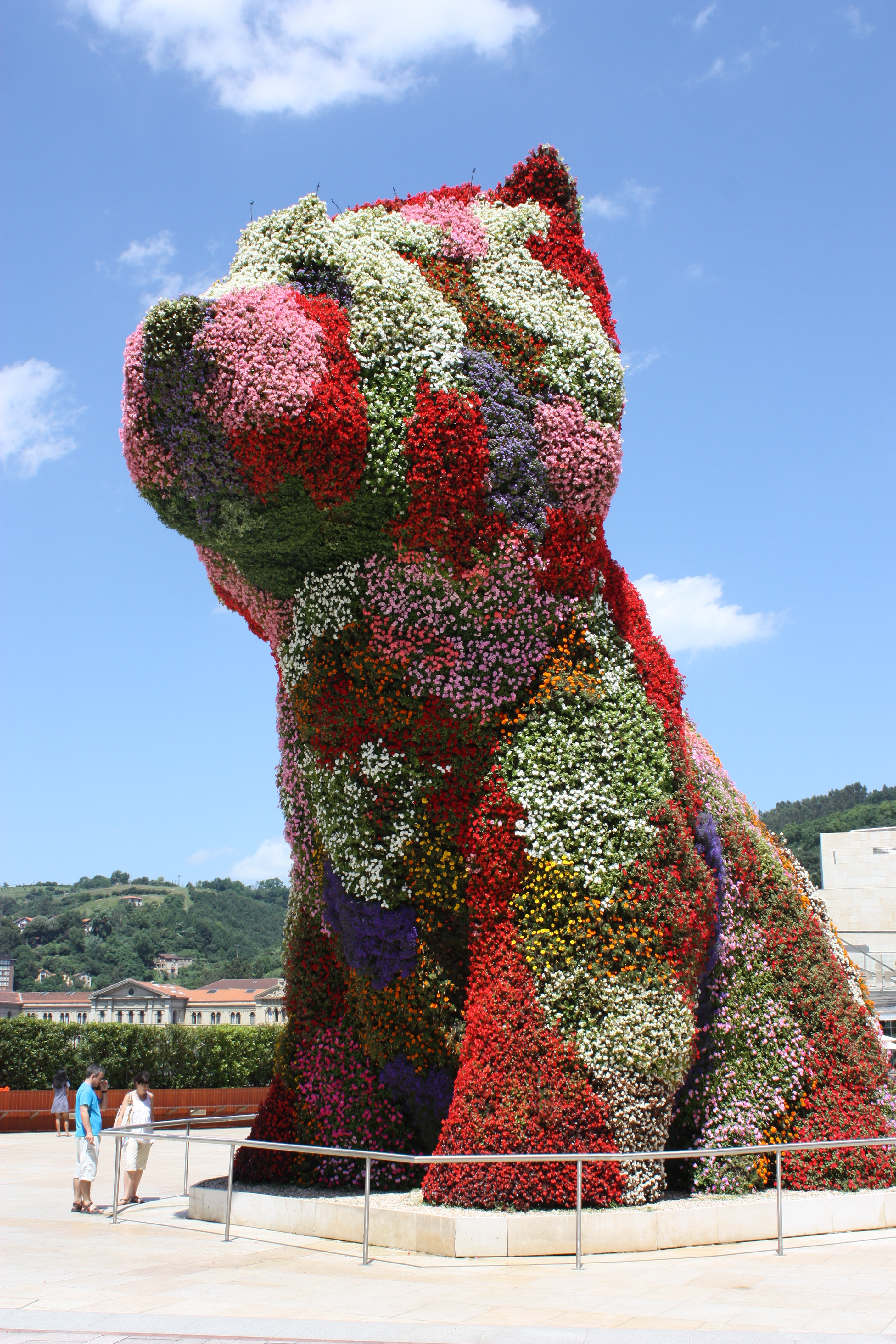
Puppy van Jeff Koons (Bilbao)

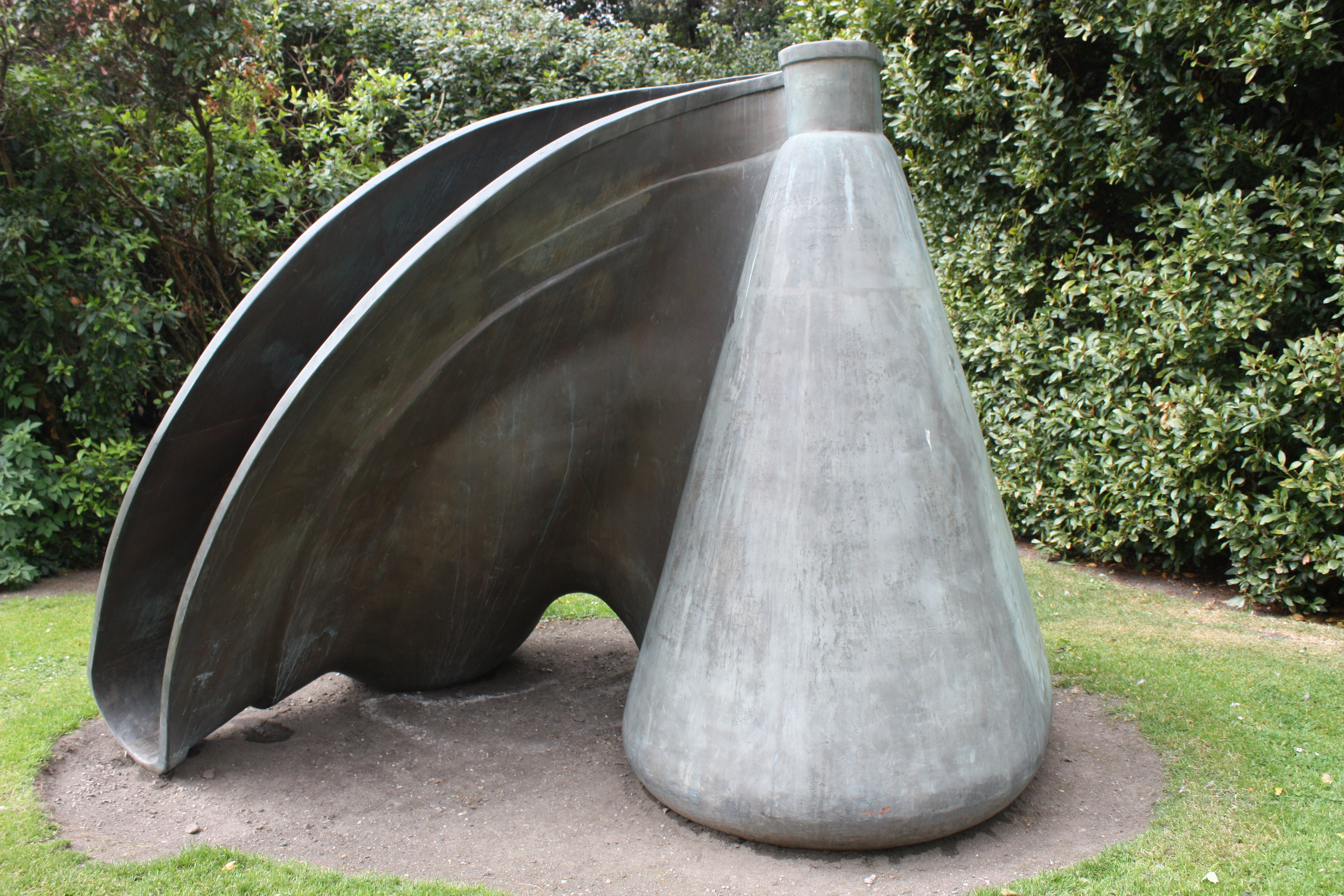
Untitled Bronze van Tony Cragg (Dublin)

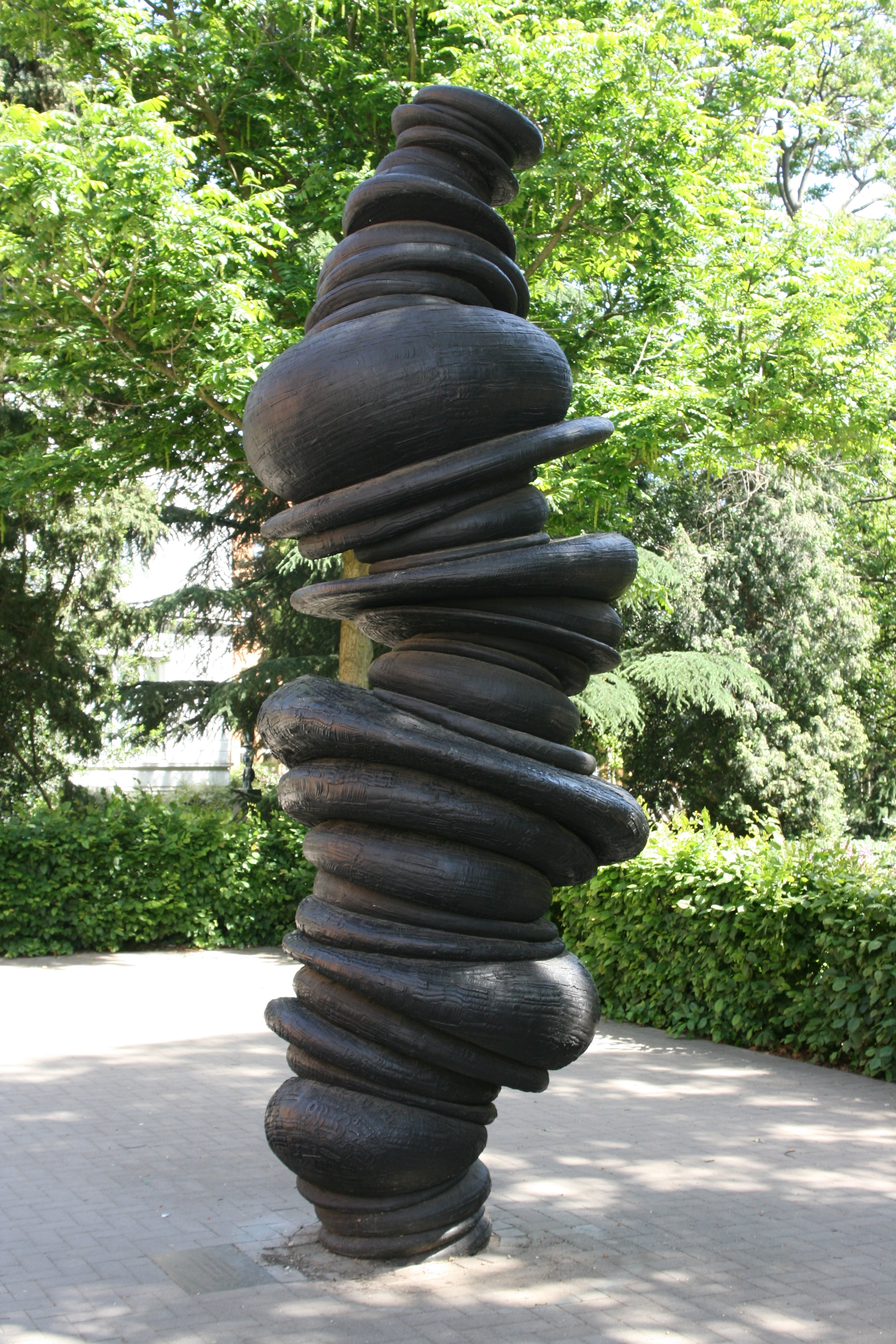
Tony Cragg: Wirbelsäule (Viersen)

Neopop (ook neopopart of postpop) is een postmodernistische kunststroming vanaf begin jaren 1990.

## Toelichting
Neopop is een algemene benaming voor een postmodernistische kunstvorm vanaf de jaren 90 van de 20e eeuw. Met deze term beschrijft men het werk van kunstenaars die beïnvloed werden door de popart.
Het begrip 'neopop' kwam in 1991 naar boven tijdens de expositie Objects for the ideal home, the Legacy of Pop art in de Serpentine Gallery in de Londense Kensington Gardens.

## Voorbeelden
Een werk van Jeff Koons bestaat uit een op een sokkel geplaatste sculptuur gevormd door twee leuk aangeklede ijsberen met als titel Bears 1988. Zijn werk roept een toppunt van wezenloosheid op.
Men verwijst ook naar Marcel Duchamp, die met zijn ready mades (vroeger in Frankrijk genoemd: objects trouvés) gewone gebruiksvoorwerpen verhief tot kunst. Deze trend past Jeff Koons toe op het publiek dat kunst consumeert. Het ready made-publiek vindt in zijn kunst zijn eigen deugden terug, een totaal geloof in burgerlijkheid en conventie.
Werk van Tony Cragg stelt bijvoorbeeld twee ijzeren kratten voor gevuld met scherven van een ooit in aardewerk uitgevoerd roofdier. Een ander werk van hem bestaat uit een op de grond uitgespreid met speelgoeddieren bedrukt babykleedje, omringd door enkele speelgoedberen, speelgoedapen en een speelgoedolifantje. 
Het werk van Takashi Murakami vanaf het begin van de 21e eeuw kan ook als neopop getypeerd worden.